# Сезер Акгюль
Сезер Акгюль (тур. Sezer Akgül; нар. 27 квітня 1988, Амасья) —  турецький борець вільного стилю, дворазовий призер чемпіонатів світу, триразовий призер чемпіонатів Європи, переможець кубку світу, учасник Олімпійських ігор, бронзовий призер Європейських ігор.

## Життєпис
Боротьбою почав займатися з 1999 року. Був срібним призером чемпіонату світу 2007 року серед юніорів. Того ж року став бронзовим призером чемпіонату Європи серед юніорів.
Виступав за борцівський клуб Аскі, Анкара. Тренери — Адем Берекет, Єксел Санлі.

## Спортивні результати на міжнародних змаганнях

### Виступи на Олімпіадах
| Змагання                    | Збірна    | Вагова категорія          | Місце |
| --------------------------- | --------- | ------------------------- | ----- |
| Літні Олімпійські ігри 2008 | Туреччина | вільна боротьба, до 55 кг | 11    |

### Виступи на Чемпіонатах світу
| Змагання                        | Збірна    | Вагова категорія          | Місце  |
| ------------------------------- | --------- | ------------------------- | ------ |
| Чемпіонат світу з боротьби 2007 | Туреччина | вільна боротьба, до 55 кг | 5      |
| Чемпіонат світу з боротьби 2009 | Туреччина | вільна боротьба, до 55 кг | Срібло |
| Чемпіонат світу з боротьби 2010 | Туреччина | вільна боротьба, до 55 кг | 27     |
| Чемпіонат світу з боротьби 2013 | Туреччина | вільна боротьба, до 55 кг | Бронза |
| Чемпіонат світу з боротьби 2015 | Туреччина | вільна боротьба, до 57 кг | 22     |

### Виступи на Чемпіонатах Європи
| Змагання                         | Збірна    | Вагова категорія          | Місце  |
| -------------------------------- | --------- | ------------------------- | ------ |
| Чемпіонат Європи з боротьби 2007 | Туреччина | вільна боротьба, до 55 кг | Бронза |
| Чемпіонат Європи з боротьби 2008 | Туреччина | вільна боротьба, до 55 кг | Бронза |
| Чемпіонат Європи з боротьби 2010 | Туреччина | вільна боротьба, до 55 кг | 8      |
| Чемпіонат Європи з боротьби 2013 | Туреччина | вільна боротьба, до 55 кг | Бронза |
| Чемпіонат Європи з боротьби 2014 | Туреччина | вільна боротьба, до 57 кг | 8      |

### Виступи на Європейських іграх
| Змагання              | Збірна    | Вагова категорія          | Місце  |
| --------------------- | --------- | ------------------------- | ------ |
| Європейські ігри 2015 | Туреччина | вільна боротьба, до 57 кг | Бронза |

### Виступи на Кубках світу
| Змагання                    | Збірна    | Вагова категорія          | Місце  |
| --------------------------- | --------- | ------------------------- | ------ |
| Кубок світу з боротьби 2010 | Туреччина | вільна боротьба, до 55 кг | 4      |
| Кубок світу з боротьби 2013 | Туреччина | вільна боротьба, до 55 кг | Золото |
| Кубок світу з боротьби 2015 | Туреччина | вільна боротьба, до 57 кг | 8      |
| Кубок світу з боротьби 2017 | Туреччина | вільна боротьба, до 57 кг | 4      |

### Виступи на інших змаганнях
| Змагання                                                         | Збірна    | Вагова категорія          | Місце  |
| ---------------------------------------------------------------- | --------- | ------------------------- | ------ |
| Середземноморські ігри 2009                                      | Туреччина | вільна боротьба, до 55 кг | Золото |
| Меморіал Вацлава Циолковського 2011                              | Туреччина | вільна боротьба, до 55 кг | 8      |
| Турнір Яшара Догу 2012                                           | Туреччина | вільна боротьба, до 55 кг | 25     |
| Середземноморський чемпіонат з боротьби 2012                     | Туреччина | вільна боротьба, до 60 кг | Золото |
| Турнір Яшара Догу 2013                                           | Туреччина | вільна боротьба, до 55 кг | Срібло |
| Турнір Алі Алієва 2013                                           | Туреччина | вільна боротьба, до 60 кг | 29     |
| Гран-прі Іспанії з боротьби 2013                                 | Туреччина | вільна боротьба, до 60 кг | Бронза |
| Меморіал Вацлава Циолковського 2013                              | Туреччина | вільна боротьба, до 60 кг | Бронза |
| Золотий Гран-прі з боротьби 2013 (Баку)                          | Туреччина | вільна боротьба, до 60 кг | 7      |
| Турнір Яшара Догу 2014                                           | Туреччина | вільна боротьба, до 57 кг | Бронза |
| Турнір Яшара Догу 2015                                           | Туреччина | вільна боротьба, до 57 кг | Срібло |
| Меморіал Вацлава Циолковського 2015                              | Туреччина | вільна боротьба, до 61 кг | 9      |
| Кубок Алроси 2015                                                | Туреччина | вільна боротьба, до 57 кг | 5      |
| Турнір Яшара Догу 2016                                           | Туреччина | вільна боротьба, до 57 кг | 12     |
| Турнір Олександра Медведя 2016                                   | Туреччина | вільна боротьба, до 57 кг | 7      |
| Олімпійський кваліфікаційний турнір з боротьби 2016 (Улан-Батор) | Туреччина | вільна боротьба, до 57 кг | 18     |
| Турнір Яшара Догу 2017                                           | Туреччина | вільна боротьба, до 57 кг | 13     |

### Виступи на змаганнях молодших вікових груп
| Змагання                                       | Збірна    | Вагова категорія          | Місце  |
| ---------------------------------------------- | --------- | ------------------------- | ------ |
| Чемпіонат Європи з боротьби серед юніорів 2006 | Туреччина | вільна боротьба, до 55 кг | 11     |
| Чемпіонат Європи з боротьби серед юніорів 2007 | Туреччина | вільна боротьба, до 55 кг | Бронза |
| Чемпіонат світу з боротьби серед юніорів 2007  | Туреччина | вільна боротьба, до 55 кг | Срібло |
| Чемпіонат світу з боротьби серед юніорів 2008  | Туреччина | вільна боротьба, до 55 кг | 7      |